# Riva Nimitz
Riva Nimtzovitch ou Riva Nimitz (São Paulo, 28 de dezembro de 1930 — São Paulo, 10 de outubro de 1993) foi uma atriz brasileira.

## Biografia
Iniciou a carreira artística no teatro, nos anos 1950. Nos palcos construiu uma trajetória que inclui atuação no Teatro de Arena, com sucessos como Eles Não Usam Black-Tie, de Gianfrancesco Guarnieri, em 1958.
Em 1954 estreou no cinema no filme A Sogra. Em 1962 atuou em no curta Couro de Gato. Na década de 1970, depois de longo tempo afastada das telas, Riva Nimitz atuou na pornochanchada Viúvas Precisam de Consolo.
Ainda que sua carreira tenha sido mais voltada ao teatro e televisão, trabalhou em dois momentos importantes da história do cinema brasileiro: Cinco Vezes Favela (1962) e O Homem do Pau Brasil (1981). Sua última participação em cinema foi no filme Fogo e Paixão (1988).
Ainda na década de 1950, estreou na televisão, onde desenvolveu extensa carreira em diversas emissoras como TV Tupi, Globo, Bandeirantes e SBT. Um de seus maiores sucessos foi a vilã Dona Elza de A Pequena Órfã, em 1968. Teve atuações importantes em novelas como O Machão, Vidas Cruzadas, A Grande Viagem, O Espantalho, Os Imigrantes, entre outras. No início da década de 1990, na extinta Rede Manchete, atuou nas novelas Kananga do Japão (1989) e A História de Ana Raio e Zé Trovão (1990).
A atriz faleceu aos 62 anos, em São Paulo de insuficiência hepática.

## Filmografia

### Televisão
| Ano  | Título                             | Personagem       | Notas                 | Emissora          |
| ---- | ---------------------------------- | ---------------- | --------------------- | ----------------- |
| 1958 | David Copperfield                  | —                |                       | Rede Tupi         |
| 1964 | A Outra Face de Anita              | Ruth             |                       | TV Excelsior      |
| 1965 | A Grande Viagem                    | Theodora Del Mar |                       | TV Excelsior      |
| 1965 | Aquele que Deve Voltar             | Vilma            |                       | TV Excelsior      |
| 1965 | Vidas Cruzadas                     | Irene            |                       | TV Excelsior      |
| 1966 | As Minas de Prata                  | Brázia           |                       | TV Excelsior      |
| 1968 | A Pequena Órfã                     | Elza             |                       | TV Excelsior      |
| 1968 | O Décimo Mandamento                | —                |                       | TV Excelsior      |
| 1969 | Vidas em Conflito                  | Joana            |                       | TV Excelsior      |
| 1969 | A Menina do Veleiro Azul           | Irmã Margarida   |                       | TV Excelsior      |
| 1970 | Tilim                              | Carmela          |                       | RecordTV          |
| 1972 | Camomila e Bem-Me-Quer             | Frosina          |                       | Rede Tupi         |
| 1972 | O Príncipe e o Mendigo             | Ama              |                       | RecordTV          |
| 1973 | Mulheres de Areia                  | Branca           |                       | Rede Tupi         |
| 1974 | O Machão                           | Rosa             |                       | Rede Tupi         |
| 1975 | Vila do Arco                       | Adelaide         |                       | Rede Tupi         |
| 1975 | O Sheik de Ipanema                 | Xaxá             |                       | Rede Tupi         |
| 1976 | Canção para Isabel                 | Helena           |                       | Rede Tupi         |
| 1977 | O Espantalho                       | Zezé             |                       | RecordTV          |
| 1978 | Roda de Fogo                       | Consuelo         |                       | Rede Tupi         |
| 1980 | Pé de Vento                        | Zefa             |                       | Rede Bandeirantes |
| 1981 | Os Imigrantes                      | Matilde          |                       | Rede Bandeirantes |
| 1982 | Os Imigrantes - Terceira Geração   | Matilde          |                       | Rede Bandeirantes |
| 1983 | Razão de Viver                     | Claudia Borges   |                       | SBT               |
| 1983 | Casal 80                           | Carminha         |                       | Rede Bandeirantes |
| 1984 | Caso Verdade                       | Caterina         | Episódio: "Esperança" | Rede Globo        |
| 1986 | Memórias de um Gigolô              | Madame Janete    |                       | Rede Globo        |
| 1987 | Bambolê                            | Júlia            |                       | Rede Globo        |
| 1988 | Vida Nova                          | Ivete            |                       | Rede Globo        |
| 1989 | Kananga do Japão                   | Eva              |                       | Rede Manchete     |
| 1990 | A História de Ana Raio e Zé Trovão | Madre Beatriz    |                       | Rede Manchete     |

### Cinema
| Ano  | Título                            | Personagem  |
| ---- | --------------------------------- | ----------- |
| 1988 | Fogo e Paixão                     | Dona Milena |
| 1982 | O Homem do Pau-Brasil             | —           |
| 1979 | Viúvas Precisam de Consolo        | Eleuza      |
| 1978 | Há uma Festa Lá em Casa no Sábado | Vizinha     |
| 1969 | Assassinos                        | —           |
| 1964 | A Sogra                           | —           |
| 1962 | Cinco Vezes Favela                | —           |
| 1961 | Couro de Gato                     | [ 2 ]       |
| 1955 | Três Destinos                     | —           |

## Carreira no teatro[3]
- Escola de Maridos (1956)
- Ratos e Homens (1956) [4]
- Julgue Você (1956)
- Marido Magro, Mulher Chata (1957)
- Enquanto Eles Forem Felizes (1957)
- Juno e o Pavão (1957)
- Só o Faraó Tem Alma (1957)
- Eles Não Usam Black-Tie (1958)
- Chapetuba Futebol Clube (1959)
- Gente como a Gente (1959)
- A Farsa da Esposa Perfeita (1959)
- Revolução na América do Sul (1960)
- O Testamento do Cangaceiro (1961)
- Yerma (1962)
- A Mandrágora (1962)
- As Fúrias (1966)
- O Sistema Fabrizzi (1966)
- Violinista no Telhado (1972)
- Os Parceiros (1976-1977)
- O Peru (1984)

## Prêmios e Indicações
| Ano  | Prêmio      | Indicação                          | Trabalho                    | Resultado | Ref.  |
| ---- | ----------- | ---------------------------------- | --------------------------- | --------- | ----- |
| 1959 | Prêmio Saci | Melhor Atriz Coadjuvante de Teatro | Conjunto de Atuações no ano | Venceu    | [ 5 ] |